# Darryl Boyce
Darryl Boyce (* 7. Juli 1984 in Summerside, Prince Edward Island) ist ein kanadischer Eishockeyspieler, der zuletzt bei der Düsseldorfer EG in der Deutschen Eishockey Liga unter Vertrag stand.

## Karriere
Darryl Boyce begann seine Karriere als Eishockeyspieler bei den Toronto St. Michael’s Majors, für die er von 2001 bis 2005 in der kanadischen Juniorenliga Ontario Hockey League aktiv war. Anschließend spielte er zwei Jahre lang für die Mannschaft der University of New Brunswick, ehe Angreifer im April 2007 als Free Agent einen Vertrag bei den Toronto Marlies erhielt.
Für die Marlies erzielte er in der Saison 2007/08 in der American Hockey League in 41 Spielen insgesamt 24 Scorerpunkte, darunter acht Tore. Zudem gab der Linksschütze sein Debüt in der National Hockey League für die Toronto Maple Leafs, deren Farmteam die Toronto Marlies sind. Am 1. Januar 2008 erhielt Boyce einen NHL-Vertrag bei den Maple Leafs, spielte jedoch in den Saisons 2008/09 und 2009/10 ausschließlich für die Marlies in der AHL.
Am 25. Februar 2012, kurz vor der Trade Deadline, selektierten die Columbus Blue Jackets den auf der Waiver-Liste befindlichen Stürmer und sicherten sich seine Dienste.
Im Laufe der Saison 2012/13, die er mit dem AHL-Verein Hamilton Bulldogs begonnen hatte, zog es ihn nach Finnland, dort spielte er für JYP Jyväskylä. Die Folgesaison 2013/14 verbrachte Boyce dann wieder in der AHL und trug das Hemd der Springfield Falcons.
Von 2014 bis 2016 spielte er erneut für den finnischen Erstligisten JYP Jyväskylä und wechselte anschließend im Mai 2016 zum ERC Ingolstadt in die Deutsche Eishockey Liga (DEL).

### International
Boyce vertrat das Team Kanada Atlantic bei der World U-17 Hockey Challenge 2001.

## Karrierestatistik

### International
Vertrat Kanada bei:
- World U-17 Hockey Challenge 2001

(Legende zur Spielerstatistik: Sp oder GP = absolvierte Spiele; T oder G = erzielte Tore; V oder A = erzielte Assists; Pkt oder Pts = erzielte Scorerpunkte; SM oder PIM = erhaltene Strafminuten; +/− = Plus/Minus-Bilanz; PP = erzielte Überzahltore; SH = erzielte Unterzahltore; GW = erzielte Siegtore; 1 Play-downs/Relegation; Kursiv: Statistik nicht vollständig)